# Le Pin-Murelet
Le Pin-Murelet (okzitanisch gleichlautend) ist eine französische Gemeinde mit 166 Einwohnern (Stand: 1. Januar 2022) im Département Haute-Garonne in der Region Okzitanien (zuvor Midi-Pyrénées). Le Pin-Murelet gehört zum Arrondissement Muret und zum Kanton Cazères. Die Einwohner werden Mureletains genannt. 

## Geografie
Le Pin-Murelet liegt etwa 46 Kilometer südwestlich von Toulouse. Hier entspringt das Flüsschen Lieuze, das an der westlichen Gemeindegrenze zur Aussoue entwässert. Le Pin-Murelet wird umgeben von den Nachbargemeinden Laymont im Norden und Nordwesten, Monès im Norden, Plagnole im Nordosten, Lautignac im Osten, Sajas im Süden sowie Montpézat im Westen.

## Bevölkerungsentwicklung
| Jahr                      | 1962 | 1968 | 1975 | 1982 | 1990 | 1999 | 2006 | 2013 |
| Einwohner                 | 209  | 149  | 147  | 144  | 149  | 151  | 178  | 171  |
| Quelle: Cassini und INSEE |      |      |      |      |      |      |      |      |

## Sehenswürdigkeiten
- Kirche Sainte-Marie-Madeleine